# Луого Пасо дел Гало (Ферара)
Луого Пасо дел Гало је насеље у Италији у округу Ферара, региону Емилија-Ромања.
Према процени из 2011. у насељу је живело 17 становника. Насеље се налази на надморској висини од 7 м.